# بترودولار

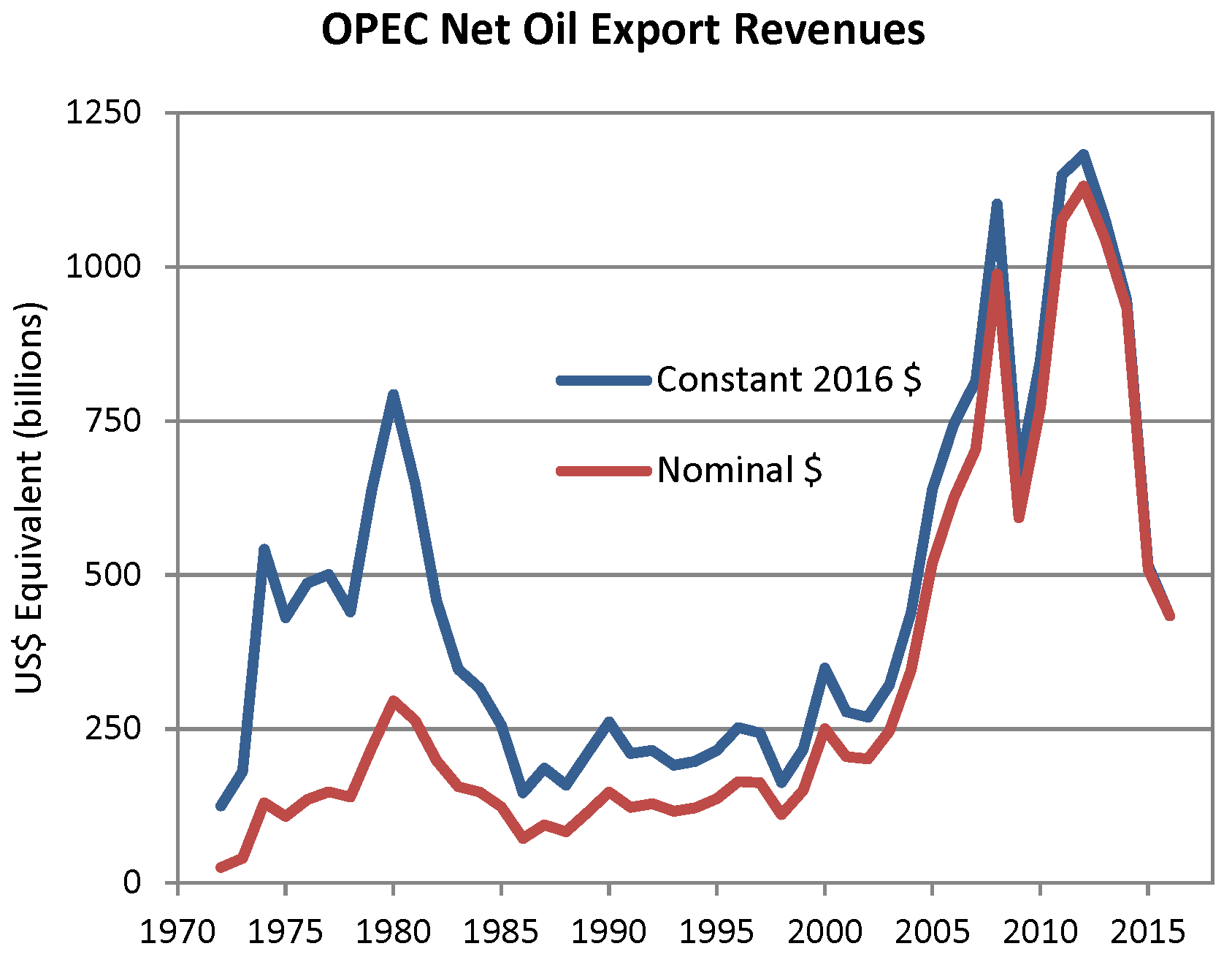
صافي عائدات أوبك من صادرات النفط (1972-2016).

بترودولار مصطلح اقتصادي لوصف قيمة النفط المشترى بالدولار الأمريكي. وأول من استخدم هذا المصطلح هو البروفسور إبراهيم عويس أستاذ علم الاقتصاد في جامعة جورج تاون الأمريكية سنة 1973.